# Pantera (banda)
Pantera es una banda estadounidense de groove metal fundada en 1981 por los hermanos Abbott, Darrell y Vinnie Paul, en Arlington, Texas. El bajista Tommy Bradford se uniría a inicios de 1981 con el vocalista Donnie Hart hasta finales del mismo año en el que a Tommy se le sustituiría por Rex Brown y a Donnie por Terry Glaze, quien además de vocalista era teclista.
En 1987 Phil Anselmo se convertiría en el vocalista principal del grupo. La banda permaneció activa desde 1981 hasta su disolución en 2003. El 14 de julio de 2022 se confirma una reunión de la banda con Phil Anselmo y Rex Brown, como también una gira mundial para 2023. Durante la gira mundial de ese año, fueron cancelados en varios de sus conciertos en festivales de música en Alemania, por haber realizado saludos nazis y comentarios de supremacía blanca por parte del cantante Phil Anselmo en 2016 durante el festival "Dimebash" llevado a cabo en Los Angeles. 
El género del grupo fue variando con los años. Durante la década de los 80, junto al cantante Terry Glaze, el glam metal predominaba en la apariencia y estilo de la banda. Tras el despido de Glaze y la llegada de Phil Anselmo, la banda abandona sus raíces, muy influenciadas por Kiss, y se vuelca en un estilo más pesado, periodo marcado por la publicación del álbum de estudio Cowboys from Hell en 1990, que los catapultó a la fama. En 1992 lanzan su álbum Vulgar Display of Power, considerado uno de los álbumes pioneros del groove metal. En 1994, su disco Far Beyond Driven debuta en el n.º 1 del Billboard 200, y de esta forma Pantera es considerada la responsable de "mantener con vida" al heavy metal en una década en la cual el grunge y el rock alternativo alcanzaban el mainstream.
A mediados de la década de los 90, Pantera comenzó a sufrir numerosas discusiones y tensiones entre sus integrantes, debido principalmente al abuso de drogas de Anselmo, lo cual provocó un comportamiento errático y volátil por su parte, que lo hizo distanciarse de sus compañeros. El cantante atribuye la razón de su drogadicción a un problema crónico en su columna vertebral, causado por años de violentas actuaciones sobre los escenarios, lo que le provocaba un gran dolor. En el 2001 deciden tomarse un receso, y sus integrantes toman caminos distintos. Anselmo siguió con sus proyectos que ya había fundado anteriormente, Superjoint Ritual y Down, este último al lado de su compañero Rex Brown, bajista de Pantera, y los hermanos Abbott formaron la banda Damageplan, tras esperar e intentar reiterada y fallidamente contactar con Anselmo, quien se había sumergido en sus otros proyectos. Pantera se disolvió oficialmente en el 2003.
Cualquier esperanza de una reunificación se vendría abajo con la trágica muerte de su legendario guitarrista Dimebag Darrell, que fue asesinado a tiros en el escenario Alrosa Villa en Columbus, Ohio, el 8 de diciembre de 2004 por un infante de marina llamado Nathan Gale, tras sólo unos segundos de haber comenzado el concierto de Damageplan.
Solo unos pocos días antes de la tragedia, Anselmo había dicho a la revista Metal Hammer que los demás miembros de Pantera no tenían por qué opinar sobre su adicción, y que Dimebag merecía recibir una buena paliza. Estos comentarios terminaron de romper la amistad entre los miembros de la ya desaparecida banda. El cantante diría después que fue un comentario irónico, quejándose del sensacionalismo de la prensa del heavy metal en general, y aseguró que jamás habría sido capaz de lastimar a su difunto amigo. No obstante, Vinnie Paul no creyó esto, y acusó a Anselmo de ser el responsable indirecto de la muerte de su hermano, ya que su comportamiento y sus palabras podrían haber desencadenado las acciones del asesino de Darrell, de quien se comprobó que era esquizofrénico y estaba molesto por la separación de Pantera. La familia del guitarrista no le permitió a Anselmo asistir al funeral de su excompañero.
A pesar de todo lo sucedido, muchos fanes de la banda reclamaban una reunión de sus miembros; pidiendo que Anselmo, ya recuperado de su adicción y de su problema en la espalda, y Vinnie Paul, quien fue parte del supergrupo Hellyeah, hicieran las paces en honor a la memoria de Dimebag Darrell. Pero todo quedó como recuerdo. También se había hablado la posibilidad de una reagrupación de la banda junto al guitarrista Zakk Wylde (Ozzy Osbourne y Black Label Society) quien fue un gran amigo del difunto guitarrista de Pantera y que posee un estilo de tocar bastante similar a él, tanto Anselmo como Wylde han manifestado que estaban dispuestos a reunirse, pero Vinnie Paul afirmaba que esa reunión no pasaría, ya que, en sus palabras, dijo que Pantera sin Dimebag Darrel no era nada. En 2018, Vinnie Paul fallece debido a un ataque al corazón. En el 2022 luego de haber pasado aproximadamente 20 años de inactividad, la banda confirma gira para el año 2023, siendo los miembros para la gira: Phil Anselmo, Rex Brown, Zakk Wylde y Charlie Benante.

## Biografía

### Infancia de los hermanos Abbott
Vinnie Paul y su hermano Dimebag Darrell nacieron en Dallas, Texas, en 1964 y 1966 respectivamente, hijos de Jerry Abbott, un músico de country que poseía un estudio de grabación en Pantego, Texas, por lo que ambos hermanos se acostumbraron rápidamente al mundo musical. En un principio, Vincent, apodado Vinnie Paul se interesó por la batería, por lo que sus padres le compraron una. Su hermano Darrell se sintió atraído a su vez por la batería de su hermano, pero luego, al ver a numerosos guitarristas de country y blues desfilando por los estudios de su padre, prefirió la guitarra eléctrica. Ambos hermanos, amantes de la música de rock de los setenta y bandas de heavy metal y thrash metal, con grupos como: Def Leppard, Black Sabbath, Judas Priest, Venom, Slayer, Exodus, Metallica, Dark Angel,Van Halen y Kiss, decidieron formar un grupo musical que recogiese estas influencias, unidas al dominio que los hermanos Abbott iban tomando en sus respectivos instrumentos; este sueño se haría realidad en 1981.

### Formación: los años del glam metal (1981-1990)
Pantera fue formada en Arlington, Texas, en 1981, por el cantante Donnie Hart, los guitarristas Darrell Abbott (apodado "Diamond Darrell" o "Dimebag Darrell") y Terry "Terrence Lee" Glaze, el bajista Tommy Bradford y el baterista Vinnie Paul, hermano de Darrell. Empezaron tocando covers de Quiet Riot y Van Halen, así como material propio encuadrado dentro del glam metal y el hair metal, en clubes nocturnos de Texas.
En 1982, Hart abandonó la banda, y el guitarrista Glaze tomó la parte vocal. Poco tiempo después, Tommy Bradford fue reemplazado por Rex Brown, por ese entonces conocido como "Rex Rocker". Pantera se convirtió en una de las bandas favoritas del underground, aunque sus tours regionales nunca los llevaron más allá de Texas, Oklahoma y Luisiana. La banda empezó a telonear otros actos de glam metal, como los de bandas como Stryper, Dokken, y Quiet Riot, quienes a cambio promovieron el debut de Pantera, Metal Magic. Este álbum fue lanzado por el sello propio de la banda, con el mismo nombre, en 1983, y fue producido por el padre de los hermanos Abbott, Jerry Abbott, en los estudios Pantego.
Luego, Pantera lanzó otros dos también desapercibidos álbumes: Projects In The Jungle y I Am The Night, en los que seguía dominando el glam metal en sus composiciones, aunque se fueron separando progresivamente de las de su disco antecesor. Este último disco, I Am the Night, vendió únicamente 25 000 copias, por lo que es en la actualidad una pieza de coleccionista.
La influencia de dos discos capitales dentro del desarrollo del thrash metal (Reign in Blood de Slayer y Master of Puppets de Metallica) habían marcado la carrera de la banda hacia dicho estilo, en el que no cuadraba Glaze, por lo que fue despedido. Phil Anselmo, proveniente de Nueva Orleans, fue su reemplazo como vocalista después de meditar la entrada de cantantes como David Peacock o Matt L'Amour. Con él lanzaron el álbum Power Metal (1988), en el cual se encuentra la canción Proud To Be Loud, escrita por el guitarrista de Keel, Marc Ferrari. El estilo de dicho trabajo se orientó más hacia una mezcla del hard rock de los años ochenta y el naciente thrash metal, añadiendo además el estilo vocal de Anselmo, más áspero y rudo que el de Terry Glaze.
El posterior cambio estilístico de la banda hizo de estos discos casi piezas de coleccionista, llegando a ser relegados al ostracismo por la propia banda, ya que no aparecen en la discografía presente en su página oficial.

### Cambio de estilo: thrash metal y groove metal (1990-2003)

#### Cowboys from Hell(1990-1992)
Poco después de la edición de Power Metal, Dimebag Darrell se presentó a las audiciones de Megadeth, para formar parte del grupo liderado por Dave Mustaine. Darrell había puesto como condición que se uniese también su hermano Vinnie Paul, pero como Megadeth ya tenía un baterista estable, Nick Menza, Darrell no fue contratado, siendo elegido en su lugar por Marty Friedman.
Después de buscar durante un largo período un sello que acompañase a Pantera en la grabación del siguiente disco de la banda, Mark Ross, que trabajaba para Atco Records, vio un concierto de la banda en un local de Texas y convenció a su empresa para que fichase al grupo. Atco aceptó, y la banda remató el año 1989 grabando su siguiente material en los estudios Pantego.
Cowboys from Hell (1990) marcó un cambio drástico en la música de Pantera, que se decantó por un sonido más aguerrido y poderoso dejando atrás el glam, condicionado por la voz aguardentosa de Anselmo y los gruesos riffs de guitarra de Dimebag Darrell. Editado el 24 de junio de 1990, sus canciones más destacadas son Domination, Cowboys from Hell, Cemetery Gates, Psycho Holiday y Primal Concrete Sledge. Muchos fanes, e incluso los miembros mismos de la banda, consideraron este trabajo como su debut oficial. Dimebag Darrell hizo sus riffs y solos más complejos, y Anselmo adoptó un estilo vocal aún más abrasivo que en Power Metal. Para presentar adecuadamente el trabajo, Pantera giró durante un tiempo con Exodus y Suicidal Tendencies, antes de abrir para artistas de la talla de Metallica, AC/DC o Judas Priest, tocando ante una multitud estimada de 1.6 millones de personas en Moscú para celebrar uno de los primeros conciertos de música occidental desde la caída de la Unión Soviética.

#### Vulgar Display of Power(1992-1994)
Posteriormente llegó Vulgar Display Of Power (25 de febrero de 1992), que presentó aún mayor madurez, más personalidad y estilo propio, acercándose ligeramente hacia el hardcore. En el disco destaca la ralentización de los tempos y el estilo aún más abrasivo y violento si cabe de Anselmo en la parte vocal. De este disco cabría destacar los temas Walk, A New Level, This Love, Fucking Hostile, Rise, Mouth For War y Hollow. Los fanes y críticos consideraron este trabajo como el mayor esfuerzo de la banda. Además, el público acompañó al álbum, llegando al 44.º puesto en las listas del Billboard gracias, entre otros motivos, a la repercusión que tuvieron algunos de los vídeos del disco en la influyente MTV.
Al poco de editar el disco, Pantera colaboró con el vocalista de Judas Priest, Rob Halford, para grabar el tema Light Comes Out of Black, que conformó la banda sonora de la serie Buffy the Vampire Slayer. Para ello, Halford tomó la voz principal y Anselmo los coros. Después de esta pequeña incursión en el estudio de grabación, la banda se sumerge en una gira por Japón, primero, e Italia después, en la que compartieron escenario con gigantes del metal como Black Sabbath e Iron Maiden.

#### Far Beyond Driven(1994-1996)
Tras Vulgar Display Of Power, en 1994 se publicó el disco Far Beyond Driven, ligeramente más directo y brutal que su antecesor, que debutó en el primer puesto del Billboard estadounidense y en las listas de Australia. De este disco se podrían destacar los temas 5 Minutes Alone, Becoming y I'm Broken (nominada al Grammy en la categoría de mejor interpretación de metal en 1995). Con este disco ganaron un gran respeto entre los fanes más acérrimos de la música más "brutal". La portada original del disco era explícita y causó un gran impacto, un ano atravesado por un taladro. Debido a las presiones recibidas, está fue reemplazada por la actual, el cráneo siendo atravesado por un taladro.
En la gira de promoción del álbum, Pantera comenzó un tour por Sudamérica y en otro de los festivales "Monsters of Rock". Por esta época, Anselmo y los hermanos Abbott comenzaron a distanciarse, debido, según Anselmo, a unos dolores crónicos en la espalda que le impedían comportarse con normalidad. Para intentar solucionar estos problemas de espalda, Anselmo se volvió adicto al alcohol, algo que acabó distanciándolo más de los miembros de la banda según sus propias declaraciones. Esto provocó unas declaraciones suyas en un concierto en Montreal, Canadá, en las que dijo que "la música rap induce a matar blancos" ("rap music advocates the killing of white people"). A raíz de estas desafortunadas declaraciones, Anselmo negó las acusaciones de racismo, pidiendo disculpas poco tiempo después, arguyendo que estaba borracho y que fue un error. Los médicos le recomendaron pasar por el quirófano para solucionar dichos problemas, pero Anselmo se negó ya que debería pasar un año en total reposo, por lo que comenzó a usar la heroína como un reductor del dolor, volviéndose adicto a dicha droga.
En 1995, Anselmo creó un proyecto llamado Down, paralelo a Pantera, junto con el bajista Todd Strange, los guitarristas Pepper Keenan y Kirk Windstein y el batería Jimmy Bower. Down editó su primer disco en septiembre del mismo año bajo el nombre de NOLA. Para el segundo disco del supergrupo, Strange sería reemplazado por el bajista de Pantera, Rex Brown, quien grabaría Down II: A Bustle in Your Hedgerow, el título es uno de los versos de la conocida canción de Led Zeppelin Stairway to Heaven.

#### The Great Southern Trendkill(1996-2000)
El siguiente álbum de Pantera, The Great Southern Trendkill, fue publicado en 1996 durante el final del auge del grunge y el surgimiento del rapcore y el nu metal. Cabe destacar los temas Floods, The Great Southern Trendkill, War Nerve, Drag The Waters y los complementarios Suicide Note Pt. I y Suicide Note Pt. II, dos canciones dedicadas por el cantante Phil Anselmo a su adicción a la heroína. Anselmo grabó sus partes vocales en un estudio de Nueva York junto con Trent Reznor de Nine Inch Nails, mientras el resto del grupo grabó lo que restaba en Texas, una prueba más del progresivo distanciamiento que sufría Anselmo con respecto al resto de integrantes de Pantera.
El 13 de julio de 1996, Anselmo sufrió una sobredosis de heroína una hora después de un concierto perteneciente a la gira que la banda estaba realizando a lo largo del estado de Texas. Su corazón se paró durante cinco minutos, por lo que los médicos que lo atendieron le administraron una fuerte dosis de adrenalina y fue enviado al hospital. Después de despertarse, Anselmo agradeció a sus compañeros de banda el apoyo recibido durante su sobredosis, aunque esto no hizo gran cosa en lo que respecta al distanciamiento de Anselmo con el resto de miembros, ya que los Abbott estaban avergonzados por el comportamiento del vocalista.
En 1997 publican el disco en directo Official Live: 101 Proof, recopilando las mejores canciones de sus cuatro discos anteriores tocadas en la gira Tourkill entre 1996 y 1997, demostrando su brutal puesta en escena y su sonido en directo, uno de los puntos fuertes del grupo. También añadieron dos temas inéditos grabados en estudio, Where You Come From y I Can't Hide, ambas grabadas en 1997. Dos semanas antes de la publicación de dicho álbum, la banda consiguió su primer disco de platino de su carrera por Cowboys from Hell. Apenas cuatro meses después, Vulgar Display of Power y Far Beyond Driven consiguieron este premio también.
Durante 1997, Pantera también tocó en el festival Ozzfest, siendo cabezas de cartel junto con Ozzy Osbourne, Black Sabbath, Marilyn Manson o Machine Head. Un año después repetirían la experiencia, tocando en el Ozzfest de 1998 junto con Slayer, Foo Fighters y Soulfly.
A lo largo de estos dos años, Anselmo se embarcó en más proyectos paralelos, entre los que hay que destacar su colaboración como guitarrista en el álbum de Necrophagia Holocausto de la Morte, y ayudó a los grupos de black metal Viking Crown y Eibon. Por su parte, los hermanos Abbot y Rex Brown formaron Rebel Meets Rebel junto con el vocalista David Allan Coe, en el que añadieron sonidos country al sonido de Pantera.

#### Reinventing The Steel(2000-2003)
Tras los rumores de ruptura del grupo debido a la gran cantidad de proyectos de sus componentes, el grupo contraataca con el que sería su último disco, Reinventing the Steel (2000), recuperando un sonido más pesado donde las raíces de Black Sabbath se sienten más que en sus últimos trabajos. Las canciones destacadas de este álbum son Goddamn Electric, Yesterday Don't Mean Shit, You've Gotta Belong To It y Revolution Is My Name (primer single y vídeo en el que se puede ver a los componentes en su preadolescencia pintados como los componentes de Kiss).
Este mismo año, Pantera se volvió a embarcar en otro Ozzfest junto con Ozzy Osbourne, Incubus, Queens of the Stone Age o Black Label Society. Una vez finalizado el Ozzfest, la banda hizo gira por Australia, Estados Unidos, Corea del Sur y Europa. Sin embargo, los atentados del 11 de septiembre de 2001 hicieron que la gira por Europa se cancelase, regresando los miembros de Pantera a sus hogares en Estados Unidos. Una vez en casa, los hermanos Abbott habían planeado componer y grabar otro disco con Pantera, algo que nunca pudo llevarse a cabo. Durante esta época, Anselmo fundó nuevos proyectos, como Superjoint Ritual, y editó el segundo álbum de Down. El baterista Vinnie Paul expresó que Anselmo le había dicho que no giraría durante el tiempo que Pantera estuviese parada, algo que supuestamente rompió el cantante al organizar la gira de presentación del segundo trabajo de Down y el disco de Superjoint Ritual. Sin embargo, y según declaraciones de Anselmo, el descanso de Pantera y la realización de sus giras con Down y Superjoint Ritual se llevaron a cabo "de mutuo acuerdo".

### Ruptura y nuevos proyectos
La banda se disolvió oficialmente en 2003, cuando los Abbott (Dimebag Darrell y Vinnie Paul) se dieron cuenta de que Anselmo les había abandonado y que no retornaría. La ruptura de la banda no fue en absoluto amistosa y trascendió del mundo musical para llegar a informativos y periódicos de tirada general. Mientras Darrell y Vinnie Paul, junto con los técnicos de Pantera y demás ayudantes, juraron y perjuraron que habían intentado contactar por teléfono con Anselmo, este adujo que nadie se había interesado por él. Tal fue el enfrentamiento entre Anselmo y los hermanos Abbott, que el vocalista, en una entrevista a la revista Metal Hammer, dijo: "Dimebag merece que le peguen una buena paliza". Anselmo diría después que fue un comentario irónico, algo que Vinnie Paul no creyó, empeorando más, si cabe, las relaciones entre los miembros de la ya desaparecida banda.
En julio de 2004, Vulgar Display of Power alcanzó de nuevo el disco de platino, y The Great Southern Trendkill consiguió también dicha certificación.
Un año después de la ruptura de Pantera, los hermanos Abbott fundaron Damageplan junto con Bob Zilla al bajo y Patrick Lachman como vocalista para editar un único disco, New Found Power, en 2004.

### Asesinato de Dimebag Darrell
Durante la gira de presentación de New Found Power ocurrió la catástrofe. El 8 de diciembre de 2004, exactamente veinticuatro años después del asesinato de John Lennon, durante el concierto en el local Alrosa Villa, en Columbus, Ohio, Dimebag Darrell fue asesinado a quemarropa por Nathan Gale, un supuesto fan alienado de la banda que sufría de esquizofrenia, quien fue después abatido por un policía mientras portaba un rehén. Aparte del malogrado Darrell, tres personas más sufrieron heridas mortales, entre las que se encontraban Nathan Bray, un fan de la banda de veintitrés años; Erin Halk, empleado del local de veintinueve años de edad; Jeffrey Thompson, jefe de seguridad de Damageplan, con cuarenta años. Chris Paluska, mánager de la gira, y John Brooks, técnico de sonido de la batería, fueron también heridos por Gale. Esto provocó un shock entre los fanes metaleros, convirtiendo a Dimebag Darrell en una leyenda. Aunque Anselmo declaró poco después del asesinato de Darrell que estaba meditando reunir a Pantera, Vinnie Paul dijo un año después que esa reunión "nunca pasará". Paul declaró también que era imposible una reconciliación con Anselmo.
Dimebag Darrell y su hermano Vinnie Paul estaban de gira con Damageplan, a pocos días de finalizar e irse a casa por Navidad. Según afirma Rita Haney, la novia de Dimebag Darrell, los últimos días antes de su muerte, Dimebag Darrell la llamaba mucho por teléfono, contándole que estaba harto de Pat Lachman (vocalista de Damageplan) con el que tenía discusiones ya que este no quería cantar canciones de Pantera, cansado de la gira y con ganas de volver a casa por Navidad. Descorazonadoramente, el 8 de diciembre de 2004, cuando Damageplan salió al escenario en el Alrosa Villa en Columbus, Ohio, en no más de 10 segundos tras empezar a tocar la primera canción, Dimebag Darrell fue disparado 5 veces en la cabeza por un exmarine esquizofrénico llamado Nathan Gale, que también disparó a varias personas del público y del equipo de Damageplan. Afortunadamente no tuvo tiempo de llegar a localizar a Vinnie Paul, al que buscaba desesperadamente tras disparar a su hermano, para también acabar con su vida. Dimebag Darrell falleció en el momento, junto con varias personas más asesinadas por el exmarine esa noche. La policía llegó al lugar tras dos minutos después de haber recibido la primera llamada de emergencia, y Nathan Gale fue abatido por el agente de policía James Niggemeyer, que le disparó en la cara cuando este se disponía a matar a un rehén, John "Kat" Brooks, miembro del equipo de Damageplan y antiguo amigo y miembro del equipo de Pantera, que se enfrentó al asesino intentando quitarle la pistola, salvando así la vida del rehén y la de muchas más personas.
Según las investigaciones policiales, Nathan Gale sufría de esquizofrenia y había sido expulsado del cuerpo de los marines. Estaba determinado a cometer un asesinato contra Dimebag Darrell y Vinnie Paul, ya que decía que Pantera le robaba sus letras. Además, fan de Pantera, se cree que la ruptura de la banda le llevó a querer cometer los asesinatos contra sus miembros como venganza. Al parecer, Nathan Gale había provocado un altercado en el anterior concierto que Damageplan había dado en Columbus, Ohio, queriendo colarse en el escenario afirmando que Pantera le robaba sus letras, pero fue expulsado del concierto por los miembros de seguridad.

### Muerte de Vinnie Paul
El 22 de junio de 2018, Vinnie Paul muere en su casa en Las Vegas mientras dormía; dos meses después se reveló que el músico falleció a causa de una miocardiopatía dilatada. Sus restos fueron sepultados al lado de la tumba de su hermano y de su madre Carolyn en el cementerio Moore Memorial Gardens de Arlington, Texas.

### Reunión (2022-presente)
El 13 de julio de 2022, Billboard informó que Brown y Anselmo se reunirán en 2023 para la primera gran gira de Pantera en 22 años, y se anunció que habían firmado con Artist Group International para reservar una gira por América del Norte. Zakk Wylde y Charlie Benante fueron anunciados más tarde como los respectivos sustitutos de Dimebag Darrell y Vinnie Paul.
Pantera realizó sus primeros shows en 21 años en diciembre de 2022, encabezando conjuntamente el Monterrey Metal Fest de México con Judas Priest, y también apareciendo en Hell and Heaven Fest en México durante el primer día de actividades y Knotfest en Chile, Brasil, Colombia y Argentina. Luego, la banda se embarcará en su primera gira a gran escala por Europa desde 2000 en mayo y junio de 2023, y apoyará a Metallica en fechas seleccionadas de América del Norte de su gira de 72 Seasons.
Cuando Bravewords.com le preguntó en noviembre de 2022 si Pantera planeaba grabar nuevo material, Benante dijo: "Oh, hombre, ¿quién sabe? Creativamente, si estamos fluyendo y poniéndonos en marcha, y las cosas están empezando a ser realmente buenas, musicalmente hablando, nunca sabes lo que puede pasar. Tengo toneladas de riffs".
Los conciertos de la banda en los festivales Rock im Park y Rock im Park en Alemania y su concierto en la capital de Austria, Viena, en 2023 se cancelaron luego de una protesta por los comentarios racistas anteriores del cantante Phil Anselmo y su exhibición del saludo hitleriano en eventos anteriores.

## Características

### Apariciones en la cultura popular
Pantera ha aparecido en multitud de actos y programas de entretenimiento. La serie animada Beavis and Butt-Head incluyó los vídeos de las canciones "Mouth for War", "Psycho Holiday", "I'm Broken" y "This Love". En dicha serie, sus protagonistas comentaban los vídeos mientras las interpretaban. Aunque dichos personajes suelen comentar de forma negativa la mayoría de los vídeos que incluyen en su serie, con los de Pantera realizan una excepción al comentarlos relativa y favorablemente. "Walk" fue usada durante la retransmisión del programa de lucha libre Extreme Championship Wrestling por el luchador Rob Van Dam. La música de Pantera ha aparecido también en multitud de videojuegos, entre los que destacan Doom (en el que aparecen los temas "Rise", "Mouth for War", "Regular People (Conceit)" y "This Love", aunque todas ellas sin parte vocal), y Guitar Hero, en el que la canción "Cowboys from Hell" es una de las más difíciles de tocar Guitar Hero: Warriors Of Rock con la canción "I'm Broken", en 2008 la cantante estadounidense Madonna hizo un cover de la canción A New Level mezclándola con el éxito Hung Up durante el Sticky and Sweet Tour.
Por otro lado, muchas canciones de Pantera que no aparecen en ningún álbum oficial de la banda, sí lo hacen en las bandas sonoras de, por orden cronológico, Buffy the Vampire Slayer, El cuervo, Cuentos de la cripta, Strangeland, Detroit Rock City, Heavy Metal 2000, Dracula 2000 y La matanza de Texas. También una canción parecida a "Death rattle" apareció en el capítulo Semana de prehibernación de la serie Bob Esponja apareciendo en los créditos "Invitado Especial Grupo Pantera".

### Críticas
El estilo de Pantera ha sido numerosas veces sometido a crítica debido al parecido de este con el de la banda Exhorder. Muchos fanes de dicha banda acusaron a Pantera de haber robado su estilo, el groove metal que luego popularizarían. La biografía presente en Allmusic dice que, si Exhorder hubiera tenido un presupuesto mayor de grabación y una gran compañía detrás, quizá se habría hablado de unos "nuevos Pantera". Otro músico que cree en un posible plagio de Pantera a Exhorder es Dave Mustaine, líder de Megadeth, quien lo dijo en una entrevista al canal MTV en 1994.
En el polo opuesto se encuentra el crítico musical Brian Davis, quien trabaja para la emisora de radio de habla inglesa por internet, KNAC, al decir que existen algunas similitudes entre el sonido de Exhorder y el de Pantera, pero que decir que Pantera robó el sonido de Exhorder es excesivo. A pesar de la controversia que hubo en su día acerca de un posible plagio entre las dos formaciones, el vocalista de Exhorder, Kyle Thomas, declaró que no le importa la polémica que hay alrededor de su estilo, argumentando que los miembros de Pantera y los de Exhorder son grandes amigos y que lamentaba la muerte de Darrell.

## Reconocimientos
La banda está considerada como una de las fundamentales para asentar las bases del groove metal y una de las más influyentes formaciones de metal de la década de los noventa.
Pantera ha sido incluida en numerosas listas de importancia dentro de la historia del heavy metal y del hard rock, llegando al quinto puesto de la lista de la MTV de las 10 mejores bandas de heavy metal de la historia, así como aparecer en el puesto número 45 de la lista de VH1 de las 100 mejores bandas de hard rock.

## Discografía
La discografía de Pantera está compuesta por nueve álbumes de estudio, un álbum en directo, un álbum recopilatorio, más tarde este sería publicado en dos versiones. También lanzaron dos EP, seis sencillos, cinco video álbumes, once videos musicales y dos cajas recopiladoras.
Álbumes de estudio
- 1983: Metal Magic
- 1984: Projects in the Jungle
- 1985: I Am the Night
- 1988: Power Metal
- 1990: Cowboys from Hell
- 1992: Vulgar Display of Power
- 1994: Far Beyond Driven
- 1996: The Great Southern Trendkill
- 2000: Reinventing the Steel

## Miembros
Miembros actuales
- Philip Anselmo - voz (1986-2003, 2022-presente)
- Rex Brown - bajo, coros (1982-2003, 2022-presente)
- Zakk Wylde - guitarra, coros (2022-presente)
- Charlie Benante - batería (2022-presente)

Miembros de apoyo
- Derek Engemann - bajo, coros (2022).

Derek Engemann reemplazo a Rex Brown en la gira actual de la banda, ya que debió volver a Estados Unidos por contagio de Covid-19 tras el Knotfest en Colombia 2022.
Miembros anteriores
- Terry Glaze - guitarra, teclado, voz (1981-1986), coros (1981-1982).
- Tommy Bradford - bajo, coros (1981-1982)
- Donnie Hart - voz, coros (1981-1982)
- Dimebag Darrell - guitarra, coros (1981-2003, fallecido en 2004)
- Vinnie Paul - batería (1981-2003, fallecido en 2018)